# La Selle-en-Coglès
La Selle-en-Coglès är en kommun i departementet Ille-et-Vilaine i regionen Bretagne i nordvästra Frankrike. Kommunen ligger i kantonen Saint-Brice-en-Coglès som tillhör arrondissementet Fougères-Vitré. År 2018 hade La Selle-en-Coglès 592 invånare.

## Befolkningsutveckling
Antalet invånare i kommunen La Selle-en-Coglès
Referens:INSEE